# Igreja Senhora-a-Branca
A Igreja de Nossa Senhora-a-Branca localiza-se na freguesia de São Vítor, Braga, Portugal.
O edifício atual data do século dezoito, mas há noticias da existência de uma ermida dedicada à Mãe de Deus naquele zona desde o primeiro quartel do século catorze. Foi reedificada no tempo do bispo D. Diogo de Sousa, como remate do campo de Sant'Ana que o mesmo mandou abrir.
Originalmente, chamava-se Igreja de Nossa Senhora das Neves. Como no nicho central da fachada da igreja está uma imagem de Nossa Senhora vestida de branco, o povo passou a chamar-lhe Senhora-a-Branca, tornando-se a denominação actual da igreja.
A invocação (lat: Sanctae Mariae ad Nives) está directamente ligada à Basílica de Santa Maria Maior, em Roma; o que explicará também a devoção à Natividade de Cristo que se foi desenvolvendo neste templo bracarense.
No frontão, ao centro, pode ler-se a seguinte inscrição, tirada do Salmo 67: NIVE / DEALBABUNTR / IN SELMON / MONS DEI / MONS IN QUO / BENEPLACITUM / EST DEO / HABITARE IN EO / ANNO D. 1771.
A igreja possui um Órgão de Tubos de José António de Sousa datado de 1774.